# Округ Дивајд (Северна Дакота)
Дивајд (енгл. Divide County) је округ у америчкој савезној држави Северна Дакота.

## Демографија
По попису из 2010. године број становника је 2.071, што је 212 (-9,3%) становника мање него 2000. године.
| Група             | 2000.         | 2010.         |
| Белци             | 2.251 (98,6%) | 2.006 (96,9%) |
| Афроамериканци    | 0 (0,0%)      | 5 (0,2%)      |
| Азијати           | 12 (0,5%)     | 7 (0,3%)      |
| Хиспаноамериканци | 14 (0,6%)     | 30 (1,4%)     |
| Укупно            | 2.283         | 2.071         |